# Ageville
Ageville és un municipi francès, situat al departament de l'Alt Marne i a la regió del Gran Est. El 2018 tenia 310 habitants.